# George Inness

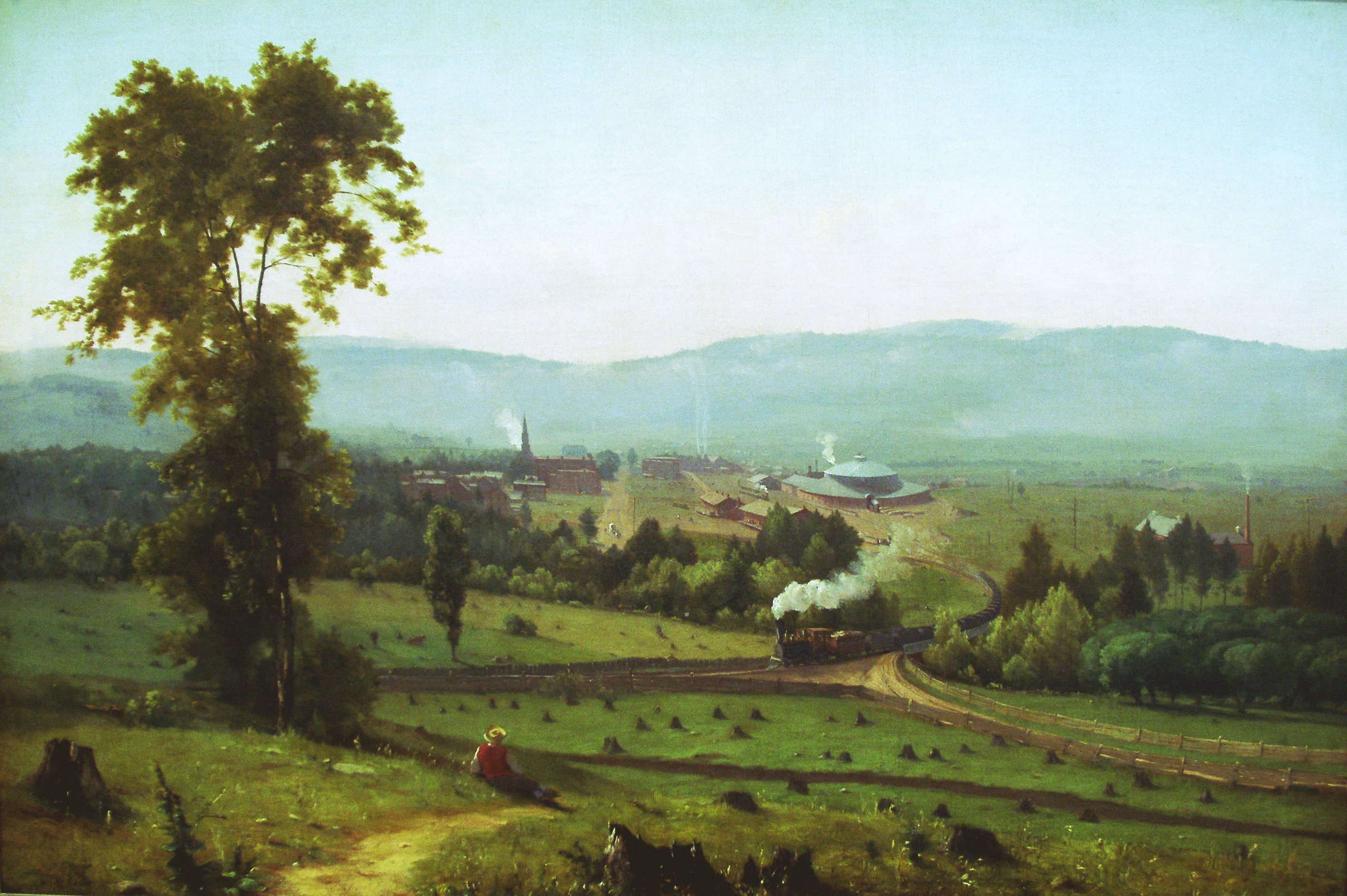
Dolina Lackawanna, 1855

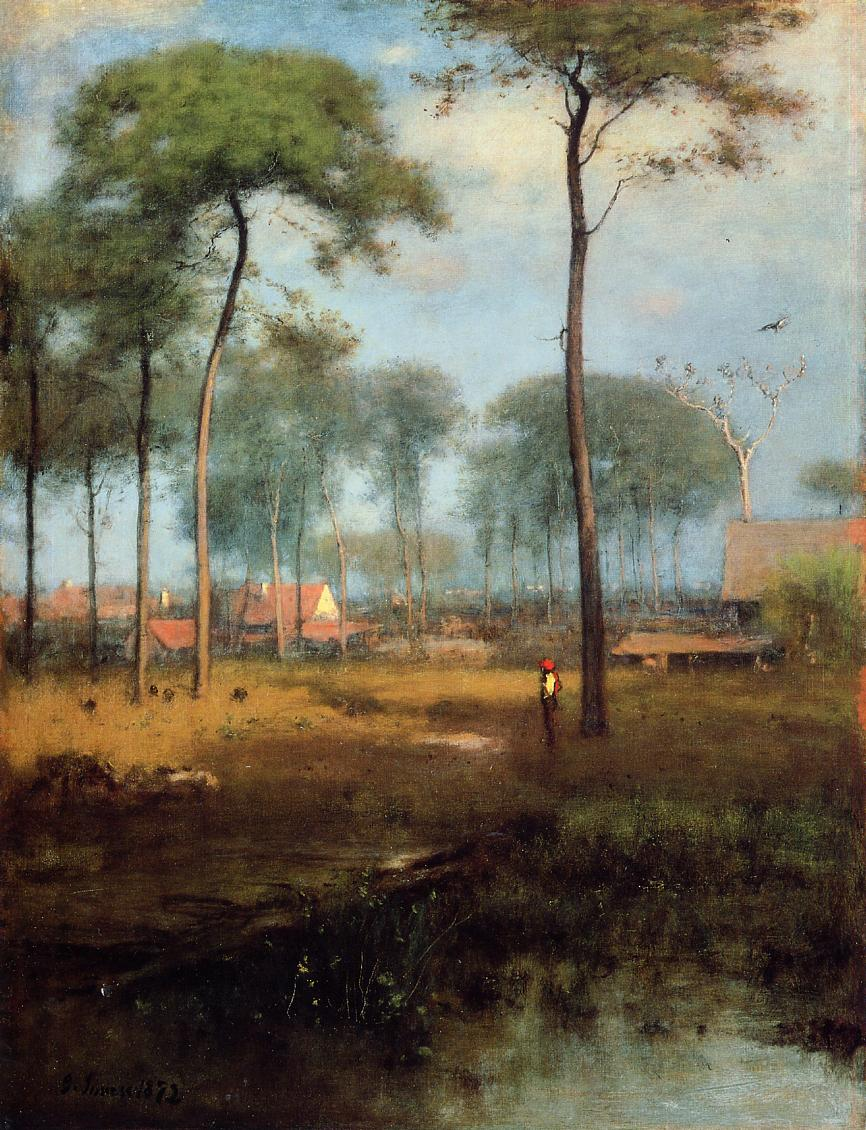
Early Morning, Tarpon Springs, 1892

George Inness (ur. 1 maja 1825 w pobliżu Newburgh w stanie Nowy Jork, zm. 3 sierpnia 1894 w Bridge of Allan w Szkocji) – amerykański malarz-pejzażysta.

## Życiorys
Był samoukiem, próbującym wielu stylów, od realizmu po impresjonizm. W swojej twórczości ulegał wpływom malarzy francuskich: Corota i barbizończyków.
Pierwsze pejzaże Innessa, powstające pod wpływem malarzy z Hudson River School, odznaczały się precyzją kompozycji i drobiazgowością detali. W roku 1854 Inness udał się do Francji, gdzie zapoznał się z pracami barbizończyków (Théodore Rousseau, Charles-François Daubigny, Narcisse Virgilio Díaz, Jules Dupré, Constant Troyon) malarzy uprawiających styl znacznie luźniejszy od tego, któremu hołdowali hudsończycy. Pod ich wpływem Inness stworzył zupełnie nowy rozdział w amerykańskim malarstwie pejzażowym, a niektóre z jego prac – np. „Peace and Plenty” – uznane zostały za arcydzieła z pogranicza malarstwa i poezji.
W latach 60. XIX wieku Inness zafascynował się mistycyzmem religijnym szwedzkiego filozofa Emanuela Swedenborga. Od tej chwili jego pełne światła i spokoju obrazy zastąpiły wyobrażenia natury przeładowane melancholią i spirytualizmem. Tworzył poetyckie, mistyczne sceny, starając się przedstawić grozę i nadludzką potęgę zjawisk przyrody. W tym okresie jego sztandarowym obrazem było dzieło zatytułowane: „Nadciągająca burza” (ang. The Coming Storm).
Był synem George’a Innessa Jr., również malarza-pejzażysty.